# Háje (Cheb)

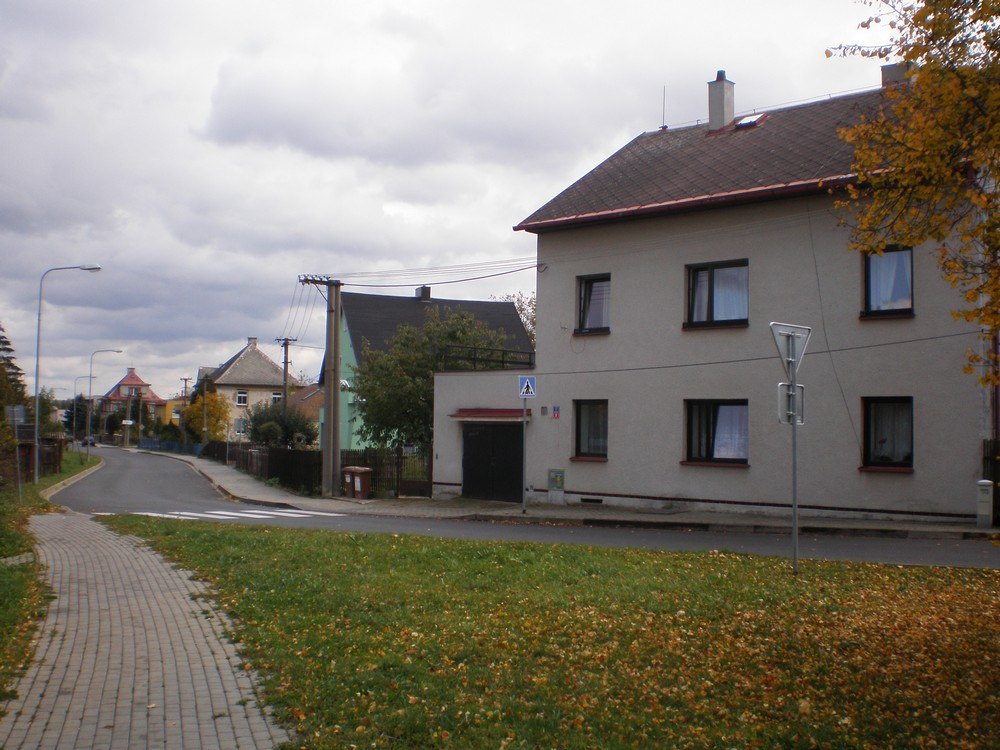
Háje

Háje (deutsch Gehaag) ist ein Ortsteil der Stadt Cheb in der Tschechischen Republik.

## Geographie

### Geographische Lage
Háje liegt unmittelbar südlich der Stadt Cheb und wird von ihr durch den Eisenbahnkorridor getrennt. Der Ortsteil bildet den Katastralbezirk Háje u Chebu. Gegen Südwesten liegt der ehemalige Grenzübergang Svatý Kříž.

### Ortsgliederung
Háje u Chebu ist nach Cheb und Dřenice der drittgrößte Katastralbezirk auf dem Stadtgebiet von Cheb. Er umfasst auch die Ansiedlungen Svatý Kříž (Heiligenkreuz) und Slapany (Schloppenhof) sowie die Wüstungen Krásná Lípa (Schönlind) und Stráž u Chebu (Wies).

## Geschichte
Gehaag war im 13. Jahrhundert eine Vorburg der Kaiserburg der Staufer in Eger und unter dem Adelsgeschlecht Paulsdorf ein Lehensgut der Reichsstadt Eger. Als die Brüder Eckhard, Albrecht und Walther Notthafft von Wildstein im Jahr 1297 den Nonnen des Klarissenklosters Eger einen Zehnt „zu Hag“ verkauften, wurde eine zugehörige Ansiedlung erbuntertäniger, fron- und abgabepflichtiger bäuerlicher Familien erwähnt. Im Jahre 1322 verpfändete König Ludwig IV. von Bayern Gehaag mit einem Großteil des Egerlandes im Nordgau seinem Schwager, König Johann von Böhmen aus dem Hause Luxemburg für 20.000 Silbergulden. Das Pfand wurde nie eingelöst und Gehaag gehört seither zu Böhmen. Der Ortsname wechselte im Laufe der Jahrhunderte von Hag (1297), von der Hage (1320 und 1330), Hage (1392), Hag (1414 bis 1503), Gehag (1714), Gehaag (1843), Gehag vulgo Koch (1847), Gehaag oder auch Kooch (1881, vermutlich eine mundartliche Verschleifung von Haag zu Hoog und Kooch) und nach 1945 zu tschechisch Haje u Chebu.
Nach dem Ende der Erbuntertänigkeit und des Frondienstes durch die Bauernbefreiung des Jahres 1848 umfasste die Gemeinde Gehaag im Jahr 1851 die Orte Heiligenkreuz, Schloppenhof, Schönlind, Wies und die Einzelhöfe Schlindelhau, Hechthau, Gregerhof und Wildenhof. Gehaag war nach Wies eingeschult und mit einer kleinen Wallfahrtskirche eingepfarrt. Bis zum Bau der Eisenbahn im Jahr 1880 war Gehaag ein Bauerndorf, dessen Lehm- und Tongruben in einer Ziegelei genutzt wurden. Im Jahre 1897 kaufte Johann Niklas Sölch, dessen Enkel Johann Soelch   Rektor der Universität Wien war, einen Hof in Gehaag, der nach seinem Tod wieder verkauft wurde. Nach 1880 wurde das Dorf Gehaag ein Vorort von Eger mit preiswertem Baugrund. Es entstanden eine Kathreiner-Malzkaffeefabrik und Siedlungen für Werktätige mit etwa 100 Häusern an der Grenze zur Stadtgemeinde Eger.
Im Jahre 1930 gehörte Gehaag in der Tschechoslowakei mit den Orten Markhausen, Fischern, Liebeneck, Pirk, Rathsam, Unterkunreuth zur Pfarrei Mühlbach und hatte 788 katholische und 23 evangelisch-lutherische Gläubige, die seit dem Toleranzpatent des Kaisers Joseph II. aus dem Jahr 1781 als Glaubensgemeinschaft wieder anerkannt waren. Der tschechische Ortsname Háje wurde 1924 eingeführt. Von 1938 bis 1945 gehörte Gehaag zum Landkreis Eger im Reichsgau Sudetenland des Deutschen Reiches. Nach dem Ende des Zweiten Weltkrieges im Mai 1945 kam Gehaag wieder zur Tschechoslowakei zurück und die deutschen Einwohner des Dorfes wurden auf Grund der Beneš-Dekrete enteignet und vertrieben. Als Heimatvertriebene fanden sie Zuflucht in grenznahen Orten der Oberpfalz und im übrigen Bayern. Im Jahr 1939 hatte Gehaag 1368 Einwohner in 493 Haushaltungen, im Jahr 1947 waren es 581 Bewohner. 1976 erfolgte die Eingemeindung in Cheb. Im Jahre 1991 hatte Háje 793 Einwohner. Beim Zensus von 2001 lebten in 236 Wohnhäusern 862 Personen.

### Burg und Lehensgut Gehaag
Die Besitzer des Lehensgutes „von der Hage“ wechselten in rascher Folge. Im Jahr 1369 wurde ein Franz von Gehag genannt. Im Jahr 1442 wurde Gehaag von den Hussiten auf dem Rückzug von Nürnberg nach dem von ihnen geplünderten Gutshof Fockenfeld und dem ausgeraubten und verwüsteten Kloster Waldsassen und weiterer Orte des Stiftlandes und des Egerlandes niedergebrannt. Im Jahr 1442 erwarben die Egerer Patrizier Juncker von Oberkunreuth das Lehensgut Gehaag, danach die Schmiedl von Seeberg. Nach dem Landshuter Erbfolgekrieg setzten 1526 kaiserliche Söldner die Häuser in Hag in Brand. Besitzer der Burg und des Gutes Gehaag im 16. Jahrhundert waren die Egerer Patrizier Schmiedl von Seeburg, die Grambs und bis 1631 die Pachelbel, die seit dem 18. Juni 1610 durch diesen Besitz den Adelstitel „von Gehag“ führten und während des Dreißigjährigen Krieges und der Rekatholisierung der Stadt Eger und des Umlandes wegen ihres evangelischen Bekenntnisses 1631 als Exulanten nach Wunsiedel in Franken gingen. Die Stadt Eger war von etwa 1550 bis 1631 evangelisch-lutherisch und wurde nach 1631 wieder römisch-katholisch. Den Gutshof Gehaag erwarben die Egerer Patrizier Werndl von Lehenstein. Schwedisch-evangelische Truppen zerstörten 1645 die Burg von Gehaag, deren Mauerreste abgetragen wurden. Nach 1649 war Gehaag im Besitz des Obristen Ernst Ottowalsky von Streitberg. Die Burg Gehaag soll bei dem späteren Bauernhof Gehaag Nr. 3 und in der Nähe der späteren Ziegelei des Ortes gestanden haben.

## Persönlichkeiten

### Söhne des Ortes
- Johann Georg Sölch (1852–1934), Direktor des österreichischen Schulbuchverlags

### Persönlichkeiten, die in diesem Ort gewirkt haben
- Wolf Adam Pachelbel von Gehag (1599–1649), Bürgermeister von Eger und Exulant in Wunsiedel